# Zenaide Vieira
Zenaide Vieira (Jundiaí, 25 de junho de 1985) é uma corredora brasileira.

## Biografia e carreira
Zenaide conquistou a medalha de bronze nos 3000 metros com obstáculos nos Jogos Pan-Americanos de 2007, no Rio de Janeiro, com o tempo de 9m55s71, após perder a segunda colocação para a mexicana Talis Apud no final da prova. Ela representou o Brasil nos Jogos Olímpicos de Verão de 2008, em Pequim, na China, onde competiu nos 3.000 metros com obstáculos femininos. Ela disputou a terceira e última bateria contra outras dezesseis atletas. Ela não conseguiu cruzar a linha de chegada e completar a corrida inteira. Com isso, ela ficou na última posição.
Zenaide foi bicampeã brasileira, Campeã Sul-Americana e Ibero Americana.